# Военный бюджет Словакии
Военный бюджет Словакии — это совокупность расходов государственного бюджета республики Словакия, предназначенных для содержания и обеспечения вооружённых сил Словакии.

## История
Словакия как независимое государство возникла после распада Чехословакии в 1993 году, вооружённые силы страны были сформированы на базе частей чехословацкой армии и оставшейся на территории страны инфраструктуры (при этом численность войск в 1993-1994 годы была сокращена), поэтому в 1990е годы военные расходы страны были сравнительно невелики.
С 1994 года Словакия активно участвовала в программе НАТО «Партнёрство ради мира» (Partnership for Peace).
В рамках подготовки к вступлению в НАТО Словакия во второй половине 1990-х годов приступила к реорганизации вооружённых сил и модернизации материально-технической базы армии. В 1996 году был сформирован батальон быстрого реагирования. В сентябре 1999 года словацкий военный контингент был отправлен в состав сил KFOR. На 2001—2004 годы были предусмотрены военные ассигнования в размере 1,89 % ВВП (около 400 млн. долларов США в год): до 25 % этих средств были предназначены на модернизацию вооружения, остальные средства — на содержание техники и личного состава.
В январе 2002 года военно-политическое руководство страны приступило к реализации новой программы военного строительства ("Вооружённые силы Словацкой Республики - модель 2010 года"), которая была разработана под руководством экспертов НАТО с целью приведения вооружённых сил Словакии к стандартам НАТО и их подготовки к интеграции в военные структуры альянса. Была разработана и принята новая военная доктрина, увеличены расходы на боевую подготовку войск.
С 2002 до 16 июня 2021 года Словакия принимала участие в войне в Афганистане, в 2003 - 2007 годы принимала участие в войне в Ираке (что привело к расходованию средств военного бюджета страны).
29 марта 2004 года Словакия вступила в блок НАТО, с этого времени военные расходы страны координируются с другими странами НАТО. Кроме того, Словакия обязана осуществлять тыловое обеспечение войск НАТО на территории страны "в мирное и военное время, кризисный период, а также в условиях чрезвычайных ситуаций".
Правительство Словакии приняло на себя обязательство увеличить военные расходы до 2 % ВВП (хотя фактически, в 2005—2007 гг. военные расходы составляли 1,6 % ВВП).
Словакия участвует в миссии ЕС в Мали.
После начала весной 2014 года боевых действий на востоке Украины на саммите НАТО в Уэльсе в сентябре 2014 года было принято решение о увеличении военных расходов всех стран НАТО до 2% ВВП. Так как и в 2019 году большинством стран НАТО (в том числе, Словакией) этот показатель не был достигнут, в выступлении генерального секретаря НАТО Й. Столтенберга на пресс-конференции в Лондоне 4 декабря 2019 года были озвучены уточнённые показатели - "к 2024 году мы ожидаем, что как минимум 15 членов будут тратить 2% ВВП или больше на оборонные нужды".
Начавшаяся в 2020 году эпидемия коронавируса COVID-19 (с марта 2020 года распространившаяся на Словакию) вызвала экономический кризис в странах Евросоюза. Решение о увеличении военных расходов страны до 2% ВВП в 2020 году осталось не выполненным. При этом затраты на научно-исследовательские и опытно-конструкторские работы, а также на приобретение вооружения и военной техники у Словакии сократились - с 40% военных расходов в 2019 году до 28,9% военных расходов в 2020 году.
27 февраля 2022 года правительство Словакии объявило о намерении оказать военную помощь Украине. В дальнейшем, были согласованы объемы поставок на сумму 6,27 млн. евро. В начале апреля 2022 на Украину был отправлен зенитный ракетный комплекс С-300.
8 июня 2022 года правительство страны одобрило проект плана увеличения военных расходов на период с 2022 до 2035 года (в соответствии с которым увеличение военных расходов до 2% ВВП было предусмотрено достичь до окончания 2035 года). Однако осложнение состояния экономики в 2022-2023 гг. привело к росту государственного долга и увеличению дефицита государственного бюджета страны (по официальным данным, к концу октября 2023 года достигшего 6,8 млрд. евро). В результате, к началу 2024 года военные расходы Словакии достигли 2,1% ВВП.
22 июня 2025 года перед началом саммита НАТО в Гааге (22-25 июня 2025) было объявлено о предварительной договорённости повысить минимальный уровень военных расходов для всех стран НАТО до 5% ВВП к 2035 году.

## Динамика военных расходов
- 2003 год - 624 млн. долларов США[18]
- 2004 год - 717 млн. долларов[19]
- 2010 год - 1,09 млрд долларов[20]
- 2015 год - 986 млн. долларов[4]
- 2016 год - 1004 млн. долларов[4][8]
- 2017 год - 1056 млн. долларов[4][8]
- 2018 год - 1297 млн. долларов[4][8]
- 2019 год - 1802 млн. долларов[4][8]
- 2020 год - 1753 млн. долларов[8]
- 2021 год - 2043 млн. долларов[21]

## Иностранная военная помощь
Средства государственного бюджета Словакии не являются единственным источником финансирования вооружённых сил Словакии.
По официальным данным посольства США в Словакии, только в период с 1993 до 2013 года США предоставили Словакии военную помощь на сумму около 77 млн долларов; кроме того, имели место расходы на обучение и подготовку военнослужащих Словакии — на сумму 15 млн долларов.